# Marcus Gayle
Marcus Gayle, född 27 september 1970, är en jamaicansk före detta fotbollsspelare. 
Under sin spelarkarriär representerade han bland annat Brentford, Wimbledon, Watford och AFC Wimbledon. Han var skolad anfallare men hade även förmågan att spela som både mittfältare och försvarare. 
Han spelade även 18 landskamper för Jamaica och deltog bland annat i fotbolls-VM i Frankrike 1998.

Denna artikel är helt eller delvis baserad på material från Engelskspråkiga Wikipedia.